# Aartsbisdom Patna
Het aartsbisdom Patna (Latijn: Archidioecesis Patnensis) is een rooms-katholiek aartsbisdom met als zetel Patna, in India. De aartsbisschop van Patna is metropoliet van de kerkprovincie Patna, waartoe ook de suffragane bisdommen Bettiah, Bhagalpur, Buxar, Muzaffarpur en Purnea behoren.

## Geschiedenis
Op 7 februari 1845 werd voor de eerste keer een apostolisch vicariaat Patna opgericht. Dit werd op 1 september 1886 hernoemd naar het bisdom Allahabad en wordt daarom gezien als een voorloper van het bisdom Allahabad. 
In 1892 werd de apostolische prefectuur Bettiah opgericht, uit delen van het bisdom Allahabad. In 1917 werd het verheven tot apostolisch vicariaat en veranderde van naam naar apostolisch vicariaat Patna. Op 10 september 1919 werd het verheven tot bisdom, en was suffragaan aan het aartsbisdom Calcutta. Op 15 februari 1965 veranderde het van kerkprovincie en werd suffragaan aan het aartsbisdom Ranchi. Op 16 maart 1999 werd het verheven tot metropolitaan aartsbisdom. 

## Parochies
Het aartsbisdom had in 2021 een oppervlakte van 25.821 km2 en telde 36.934.520 inwoners waarvan 0,2% rooms-katholiek was.

## Ordinarii

### Prefecten
- Hilarion Valentin (1892 - 1910)
- Eugen Remigius Schwarz (1914 - februari 1918)

### Bisschoppen
- Louis Van Hoeck (20 juli 1920 - 15 februari 1928)
- Bernard James Sullivan (15 januari 1929 - 4 juni 1946)
- Augustine Francis Wildermuth (12 juni 1947 - 6 maart 1980)

### Aartsbisschoppen
- Benedict John Osta (6 maart 1980 - 1 oktober 2007)
- William D'Souza (1 oktober 2007 - 9 december 2020)
- Sebastian Kallupura (9 december 2020 - heden; coadjutor sinds 29 juni 2018)

Patna (aartsbisdom) · Bettiah · Bhagalpur · Buxar · Muzaffarpur · Purnea